# Cantón de Salies-de-Béarn
El cantón de Salies-de-Béarn era una división administrativa francesa, situada en el departamento de los Pirineos Atlánticos y la región Aquitania.

## Composición
El cantón de Salies-de-Béarn agrupaba 12 comunas:
- Auterrive
- Bellocq
- Bérenx
- Carresse-Cassaber
- Castagnède
- Escos
- Labastide-Villefranche
- Lahontan
- Léren
- Saint-Dos
- Saint-Pé-de-Léren
- Salies-de-Béarn.

## Supresión del cantón de Salies de Béarn
En aplicación del Decreto n.º 2014-248 de 25 de febrero de 2014 el cantón de Salies de Béarn fue suprimido el 22 de marzo de 2015 y sus doce comunas pasaron a formar parte del nuevo cantón de Orthez y Tierras de Ríos y Sal.